# دوميترو دان
دوميترو دان (بالرومانية: Dumitru Dan)‏ هو مستكشف وجغرافي روماني، ولد في 14 يوليو 1889 في Buhuși ‏ في رومانيا، وتوفي في 4 ديسمبر 1978 في بوزاو في رومانيا.